# Munkeby Mariakloster
Munkeby Mariakloster est un monastère cistercien situé en Norvège. Fondé une première fois en 1180 par les moines de l'abbaye de Lyse, il est fermé en 1270. Sept cent quarante ans plus tard, en 2009, des moines Trappistes venus de Cîteaux y rétablissent la vie monastique et le chant de l'office divin.

## Situation
Munkeby Mariakloster est situé dans le Trøndelag, la région dont la ville principale est Trondheim. Il est plus précisément sur la commune de Levanger, dans la plaine formée par la rivière 
Levangerelva (no).

## Histoire

### Fondation médiévale

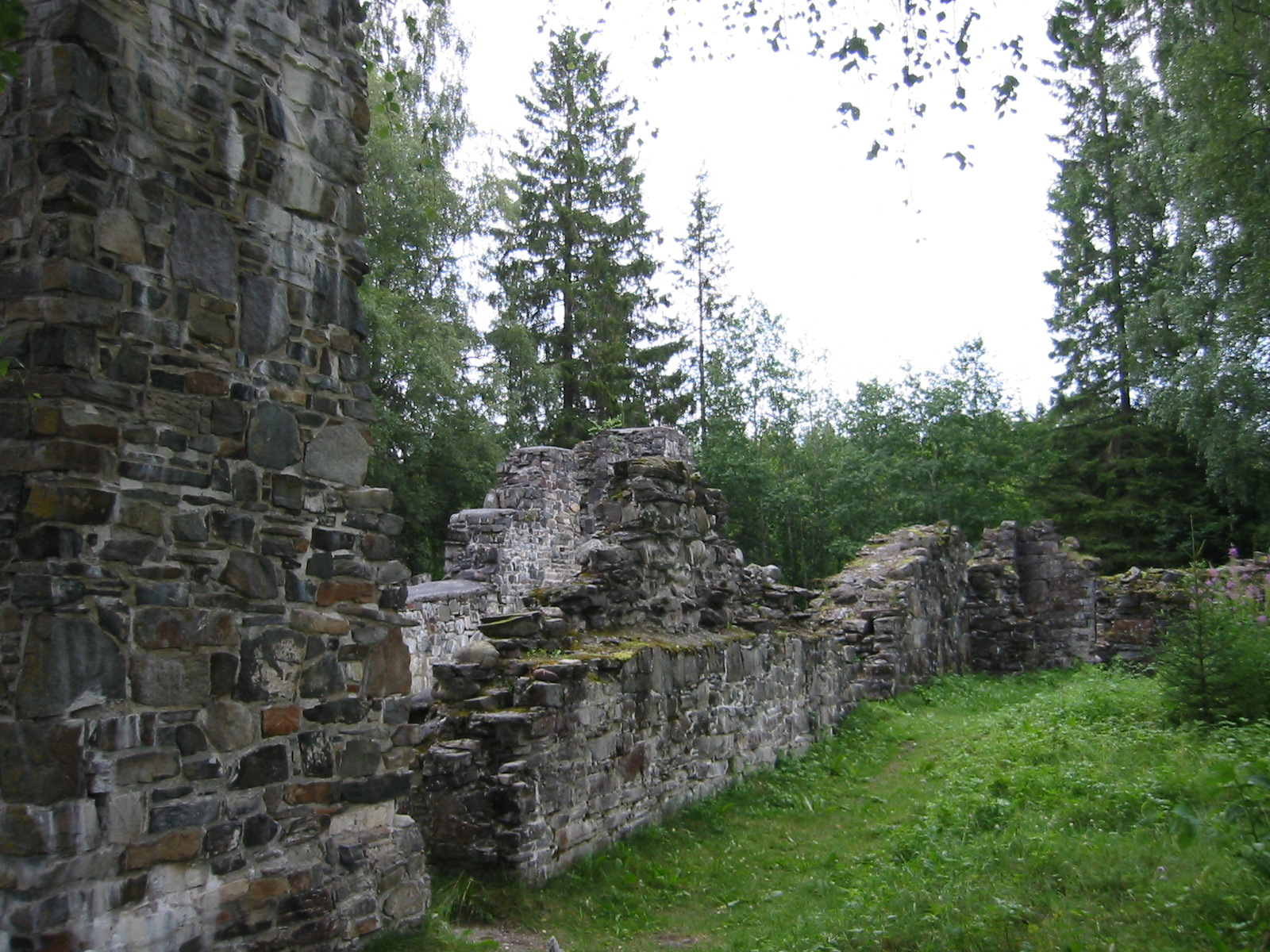
Les ruines de l'abbaye médiévale.

L'abbaye de Munkeby est fondée entre 1150 et 1180, et est réputée pour être la fondation cistercienne la plus septentrionale du monde (elle est située au-delà du 63e parallèle nord). Elle est fondée probablement par des moines déjà établis en Norvège (le plus probable étant une filiation de Lyse, mais une fondation par des moines venus d'Angleterre n'est pas impossible.
Certains font l'hypothèse d'une fermeture du monastère médiéval dès 1207. Une tentative de repeupler le monastère est effectuée en 1470, mais sans succès. Après la dissolution de l'abbaye, l'abbatiale reste église de la paroisse pendant des années, avant qu'un incendie ne la détruise en 1589.

#### L'abbaye médiévale
L'abbaye médiévale était consacrée à un saint peu connu, Saint Brettiva ou Brictiva, saint légendaire fêté le 11 janvier en Norvège et Islande.
L'abbaye médiévale reprenait le plan cistercien traditionnel, mais très simplifié. L'église abbatiale, de petites dimensions (trente mètres de longueur sur sept de largeur dans la nef et vingt-trois au transept), ne comportait qu'une seule nef, sans bas-côté, et les chapelles donnant sur le transept n'étaient qu'au nombre de deux, une de chaque côté du chœur (contre quatre à six chapelles dans les grandes abbayes médiévales). D'autre part, cette église n'était percée que de rares et petites ouvertures, très probablement pour limiter l'entrée du froid.
Les autres constructions sont assez sommaire, cependant on a la preuve de la construction d'un cloître monastique au sud de l'église. D'autres bâtiments ont été identifiés, probablement un atelier (forge ?), des granges et des étables. Par ailleurs, un étang probablement empoissonné par les moines a été découvert vers 1800. Les premières fouilles menées sur l'abbaye de Munkeby l'ont été en 1813 par Lorentz Diderik Klüwer (no), puis par Nils Ryjord (no) en 1909-1910. Les ruines de l'abbaye sont proposées à l'achat par la Fortidsminneforeningen, association pour la préservation monuments norvégiens anciens ; mais ce n'est qu'en 1967 que l'acquisition est faite.

### Fondation en 2009
Quatre moines venus de Cîteaux décident de la fondation d'une abbaye-fille en 2007, ce qui fait de cette abbaye la première fondée directement par Cîteaux depuis les années 1500. L'abbaye est officiellement fondée le 14 septembre 2009.
Au début des années 2010, seule l'hôtellerie est déjà construite et est occupée par les moines, avec un oratoire ouvert au public pour les offices religieux et la messe. Ensuite, le monastère principal sera construit. Le but de cette fondation nordique est d'installer une présence de prière dans la société scandinave, particulièrement sécularisée, de trouver un lieu particulièrement isolé, convenant mieux à certains frères recherchant une abbaye moins fréquentée que Cîteaux, ainsi que de favoriser les liens œcuméniques avec la population locale de tradition majoritairement luthérienne.
Le 5 novembre 2023, l'église du monastère est enfin consacrée par l'évêque cistercien Erik Varden. L'ancien père-abbé de l'abbaye de Cîteaux pendant 28 ans, Dom Olivier Quénardel, était présent.[réf. nécessaire]

#### Subsistance économique de l'abbaye
Les moines vivent déjà de leur production de fromage, élaboré à partir du lait de vache acheté dans les fermes voisines. Deux des moines venus fonder Munkeby, les pères Cyril et Joël, ont travaillé plusieurs décennies à la fromagerie de Cîteaux auparavant.
Le monastère des moniales trappistines de Tautra est également proche. Il est également construit auprès de vestiges d'un établissement cistercien médiéval.